# 儂柏格修道院
47°47′46″N 13°03′06″E / 47.7961111111°N 13.0516666667°E

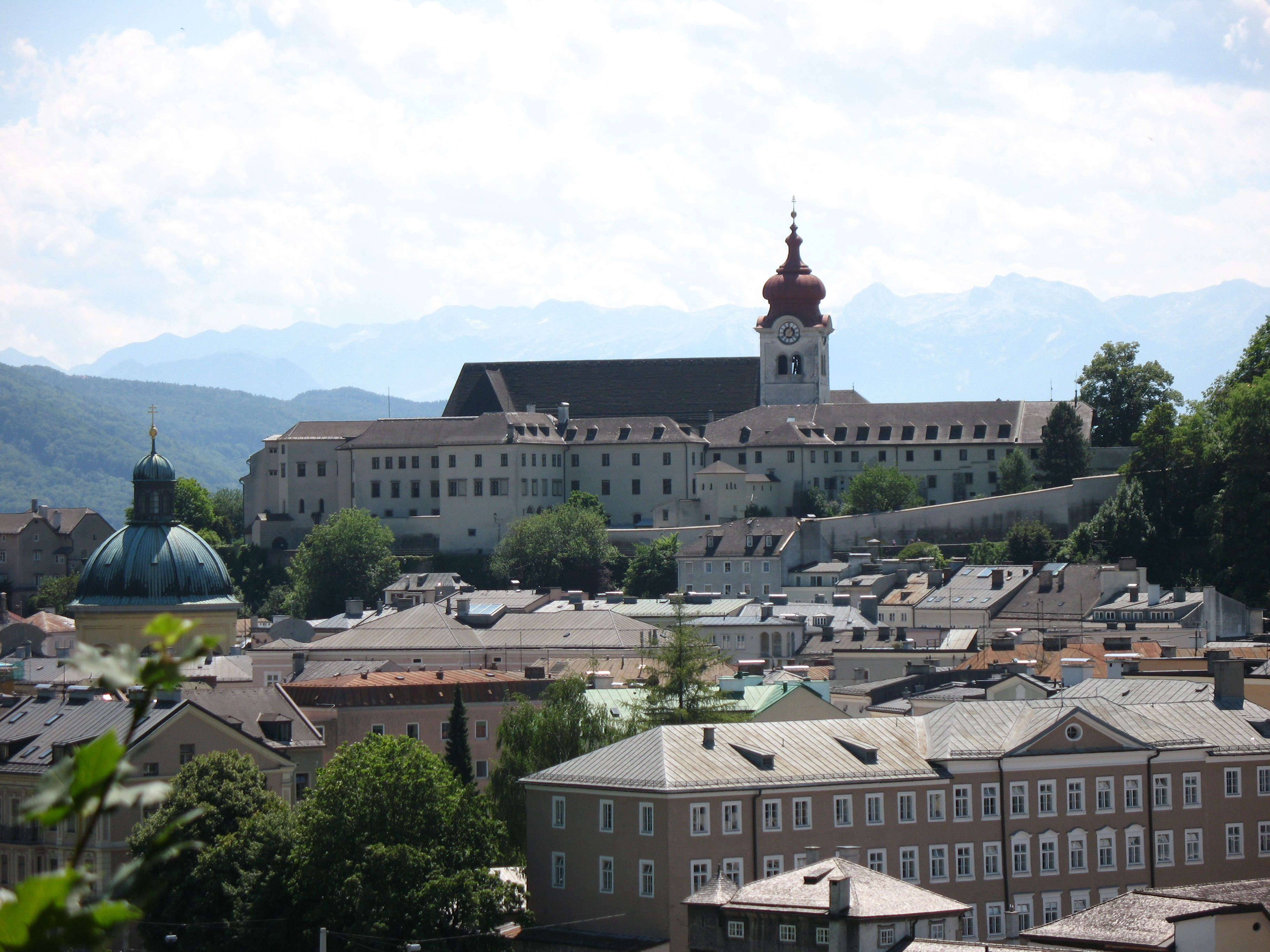
儂柏格修道院

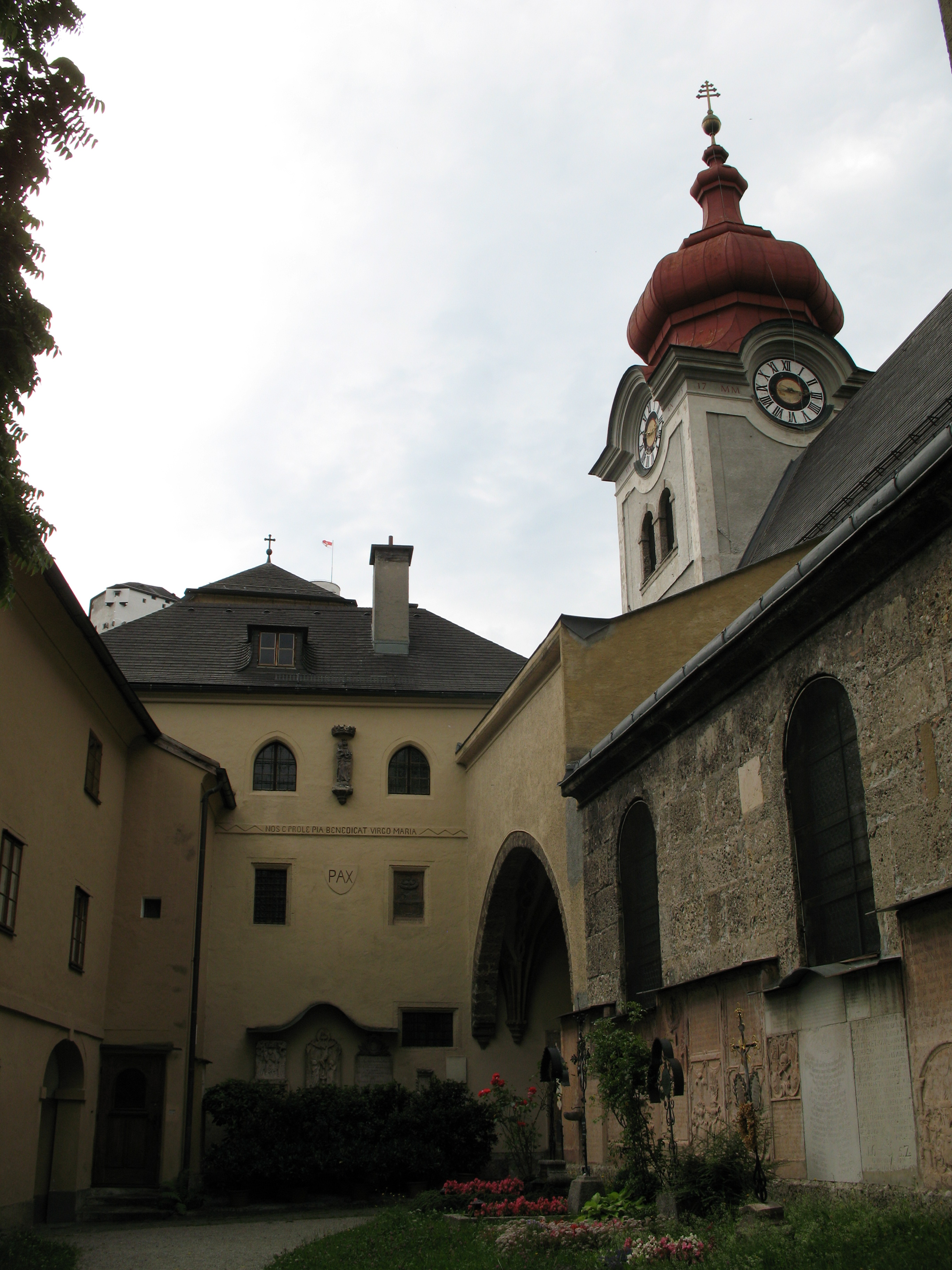
儂柏格修道院

儂柏格本篤女教會（Benediktinen-Frauenstift Nonnberg），也譯做农山修女院，常被稱呼為儂柏格修道院（Stift Nonnberg），是一座本篤會修道院，位于奥地利薩爾茨堡的薩爾茨堡要塞東側，公元714年由鲁伯特創建，是德語世界最古老的女子修道院，修女聖愛倫特露蒂絲是儂柏格修道院的首任院長。
因電影《真善美》在此地拍攝，這座修女院獲得了國際聲譽。

## 外部連結
- Description of the present Abbey